# SM Caen
Stade Malherbe de Caen er en fransk fodboldklub fra Caen i Normandiet, der spiller i Ligue 2. Den tidligere danske landsholdsspiller Jesper Olsen har tidligere spillet for klubben.

## Historie
Klubben blev grundlagt i 1913 og blev opkaldt efter digteren François de Malherbe, der stammede fra Caen. Klubben rykkede første gang op i Ligue 1 i 1988, og den bedste placering opnået er en 5. plads i 1992.

## Kendte spillere
- William Gallas

## Danske spillere
- Jesper Olsen